# Wojdagi (Litwa)
Wojdagi (lit. Vaidagai) − wieś na Litwie, w gminie rejonowej Soleczniki, 5 km na północny zachód od Koleśników, zamieszkana przez 58 ludzi. Przed II wojną światową w Polsce, w powiecie lidzkim województwa nowogródzkiego.